# Kurucok

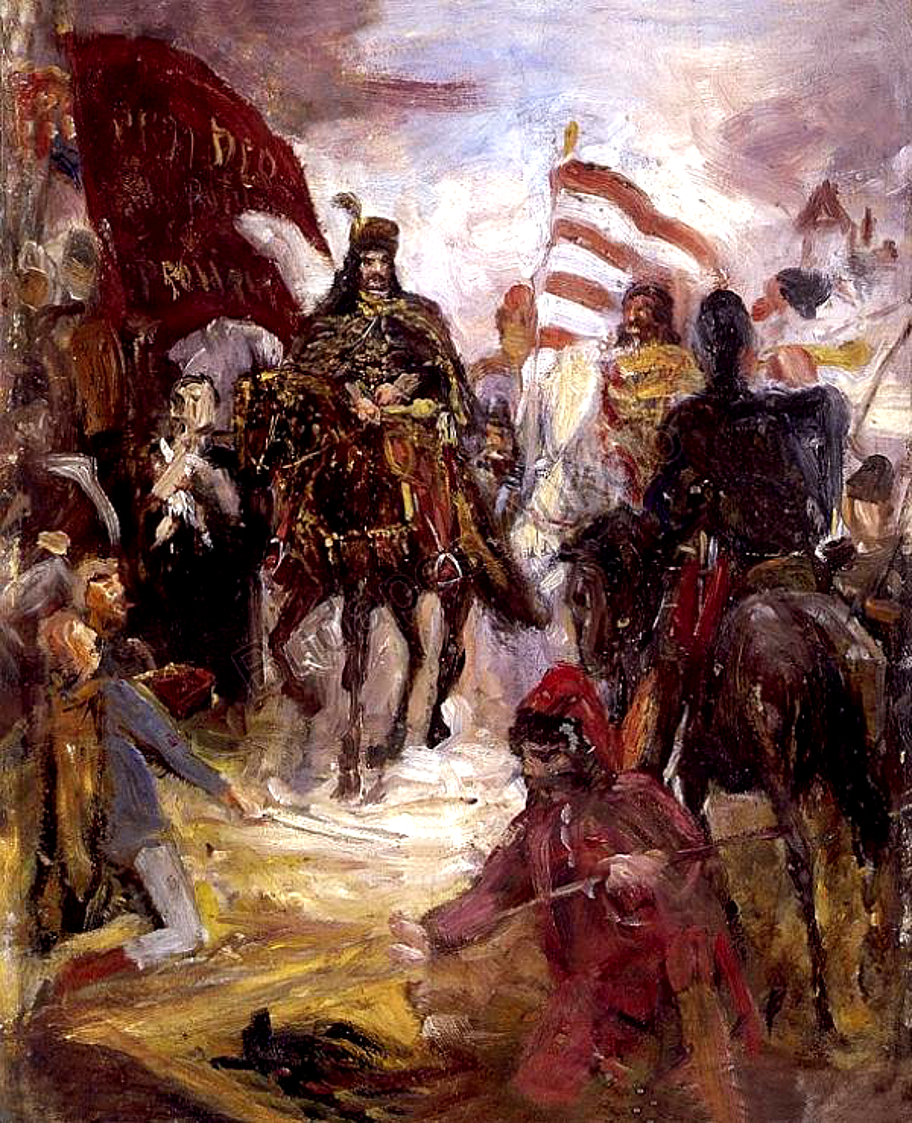
Greguss Imre: Rákóczi lovon

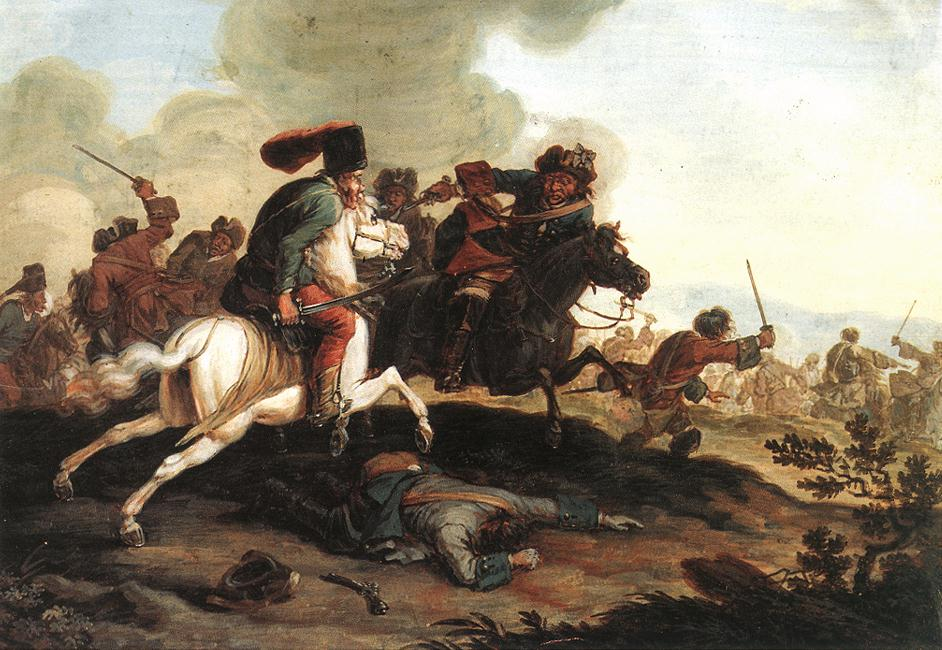
id. Georg Philipp Rugendas: Kuruc-labanc lovas párbaj

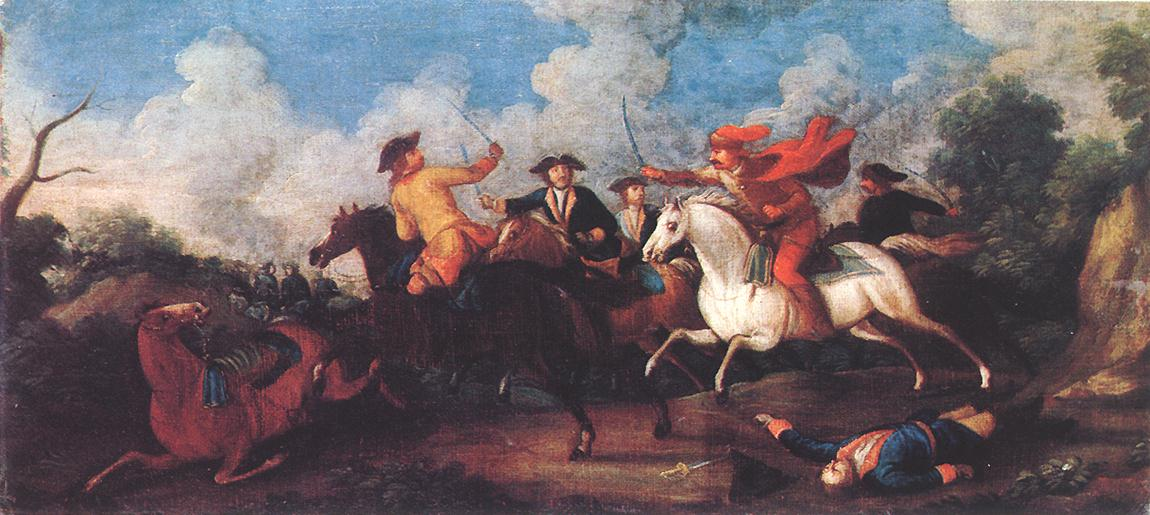
Kuruc-labanc csatajelenet (ismeretlen festő)

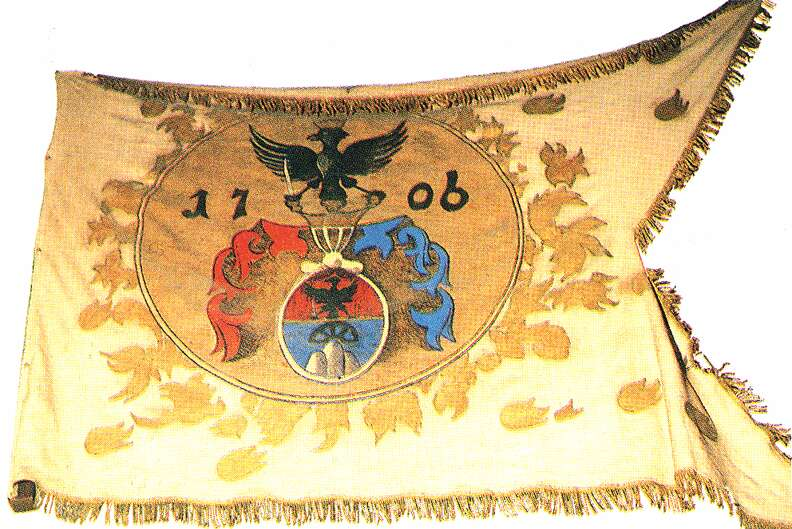
Rákóczi-címeres kuruc zászló

A kurucok a 17−18. századi Magyarország területén vívott, Habsburg-ellenes felkelésekben részt vevő katonák, illetve a velük rokonszenvezők. A Rákóczi-szabadságharcban részt vevő felkelő hadsereg katonáit is így hívták, bár hivatalosan nem használták ezt az elnevezést. A császárhoz hű osztrák katonákat és a Habsburg-párti magyarokat a kurucok labancoknak nevezték.

## A szó eredete
A Pallas nagy lexikona szerint, „mint annyi más katonai műszó, a magyarsággal akkor egy követ fúvó törököktől származik… «khurudzs» annyi, mint fölkelő insurgens”. Bél Mátyás viszont azt állítja, hogy visszavezethető a Dózsa György vezetésével 1514-ben kezdődött felkelés kereszteseinek megnevezésére, amikor a keresztes háborúra fölkészült paraszt származású katonákat nevezték kurucnak. Az elnevezés csak később terjedt ki a Habsburg-ellenes felkelésben résztvevő nemesekre is. Eszerint a szó eredete a latin miles cruciatus, crucifer, cruciger, crux (kereszt) illetve a német Kreuzer lenne.
1671-ben az egri beglerbég így nevezte a magyarországi szökevényeket. Ezután a szó gyorsan elterjedt és 1671-1711 közötti magyar, szlovák és török szövegek egyaránt ezt használták a magyarországi és az észak-erdélyi Habsburg-ellenes felkelés résztvevőinek megjelölésére.
Érdekes módon Rákóczi nem használta a szót, inkább a felkelők, illetve elégedetlenek kifejezéseket.

## Történetük

### Kuruc nemesi mozgalom, avagy a bujdosók mozgalma (1671-1679)
A Wesselényi-összeesküvés főúri vezetőinek megalkuvása, majd a szervezkedés bukása, és az azt követő kegyetlen megtorlások, a protestáns ellenzéki nemesség legöntudatosabb részét a fegyveres harc vállalására kényszerítették. Növekedett a szegénység és ezzel együtt nőtt a szegény bujdosók száma is. A nemesség rendi-függetlenségi mozgalmában más társadalmi rétegek is részt vettek. A hozzá csatlakozó, egy-két protestánsnak maradt főúr mellett, elsősorban még a protestáns prédikátorok, a végvári vitézek és a városi patríciusok egy része játszott fontos szerepet a mozgalomban. A részben Erdélybe, részben a törökök uralta, hódoltsági területekre menekült bujdosók megmozdulásának kezdete 1671. tavaszára-nyarára tehető.
A mozgalom történetének főbb eseményei a vezérség kérdésének megoldása (illetve megoldatlansága) és a szövetségesek keresése mentén vázolhatók.

#### A mozgalom vezetése és a bujdosók jelentősebb haditettei
A később kurucoknak nevezett bujdosók első támadása 1672-ben idősebb Petrőczy István, Szepessy Pál, Szuhay Mátyás (? – 1677, a labancok megölték), és Kende Gábor (? – 1693) vezetésével indult meg, I. Lipót császár-király ellen. Átmeneti sikerek ellenére – szeptember 14-én, Enyickénél nagy győzelmet arattak Spankau császári tábornok seregén – komoly eredményt nem értek el, október 26-án döntő vereséget szenvedtek Györkénél, Spankau és Cobb tábornokok egyesített csapataitól. (A támadás során a császáriak által kíméletlenül üldözött, protestáns bujdosók közül, némelyek egyes katolikusokkal – különösen egyházi személyekkel – kegyetlenkedtek, mintegy megtorlásként a korábban velük szemben alkalmazott kegyetlenkedések miatt.)

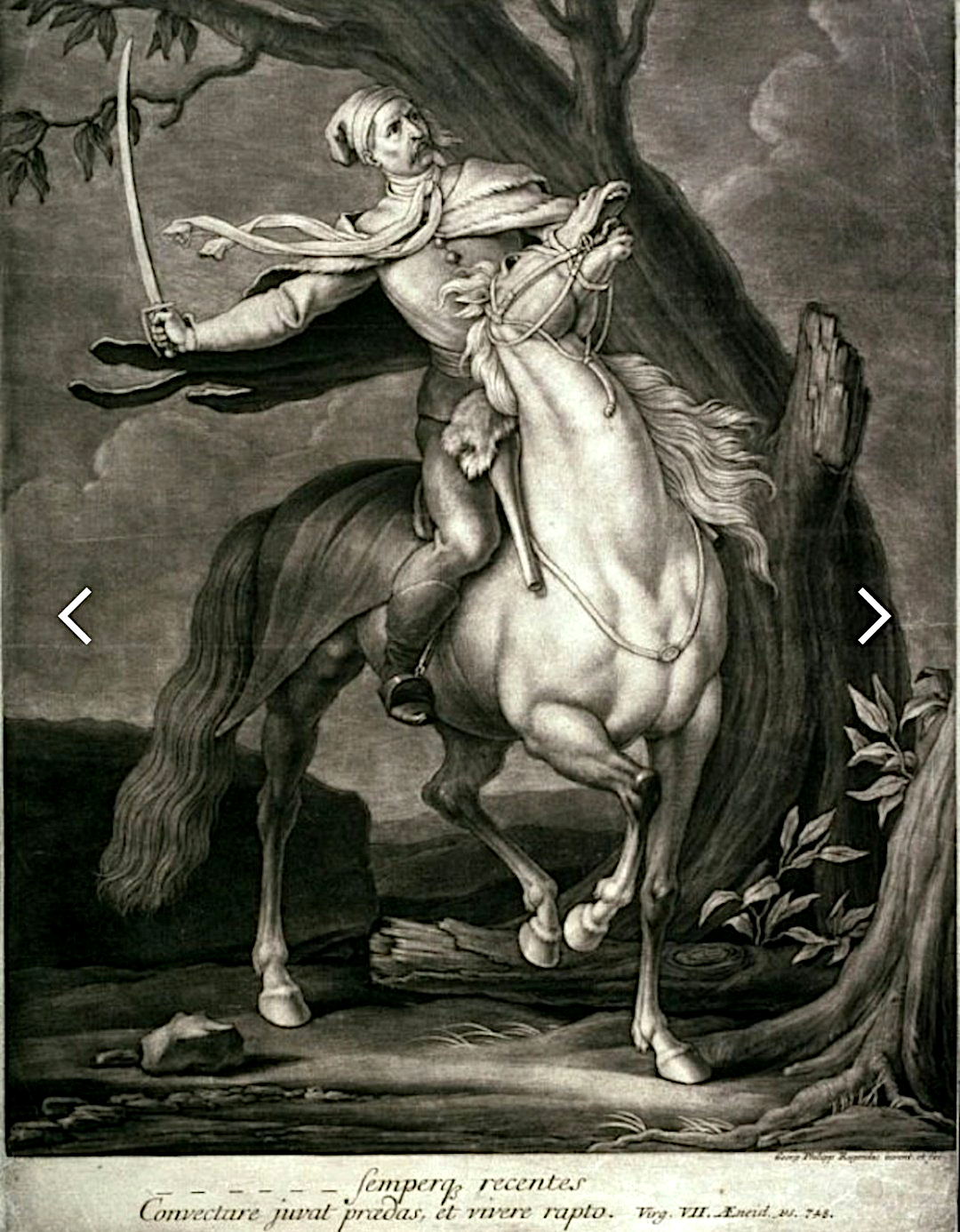
id. Philipp Rugendas: Kuruc lovas – rézmetszet

A bujdosók mozgalmának egyik, állandó problémája volt a vezérség kérdése.

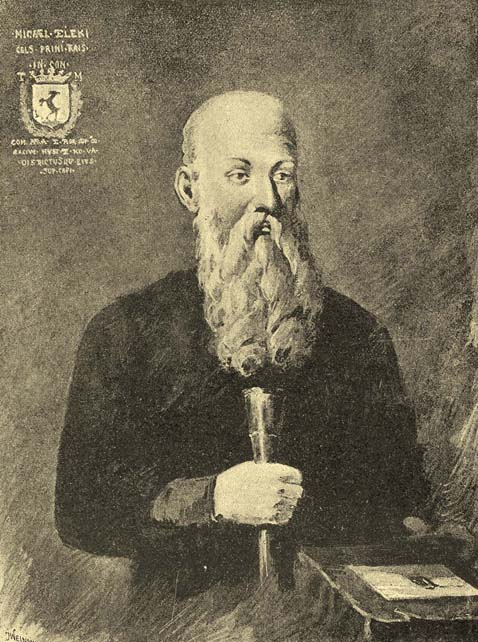
A Habsburg-ellenes harcot kezdő magyarországi bujdosók fővezére Teleki Mihály

A bujdosók 1672. augusztus elején a tordai gyűlésükön Teleki Mihályt a "fejüknek" – azaz, a fővezérüknek – választották. Még 1672-ben, a bujdosók egy része, a forrófejű, idősebb Petrőczyt választotta vezérének – egyes források szerint Petrőczy magát választatta meg a bujdosók fejének -, más források szerint, ezzel a választással valójában Teleki Mihály fővezér helyettesévé választották.
1673. októberében a bujdosók Wesselényi Pált, a Krasznán megkezdett, majd Bihar táján folytatott gyűlésükön, szintén a " fejüknek" – a vezérüknek -, 1674. augusztus 23-án, a csatári gyűlésükön pedig fővezérüknek megválasztották. 1675. április 1-jén viszont az Erdélybe menekült bujdosók a szinérváraljai gyűlésükön ismét Teleki Mihályt választották fővezérüknek. A kettős vezér-választás szükségszerűen megosztotta a bujdosók mozgalmát. A császáriak ellen ebben az évben (1675-ben) Wesselényi szerény sikereket ért el, Szádvár és Torna átmeneti elfoglalásával. Strassoldo császári tábornok 1675. december 6-án – a bujdosók támogatására hivatkozással – megszállta és kíméletlenül megsarcolta Debrecen városát. 1676. áprilisában Ónod mellett Wesselényi viszont legyőzte Strassoldo seregét. 1676. decemberében pedig Faygel Péter Hadad várát sikeresen megvédte Schmidt császári tábornok támadásával szemben.
1676. október 20-án,  I. Apafi Mihály erdélyi fejedelem kinevezte Teleki Mihályt a bujdosók fővezérének, Wesselényit pedig lemondásra szólította fel, aki ennek azonban nem tett eleget. Apafit, a döntése előtt, a bujdosók tekintélyes küldöttsége – Thököly Imre, Szepessy Pál, Szuhay Mátyás, Szalay Pál, Keczer Menyhért, Farkas Fábián, Ubriczy /Ubrizsy/ Pál, Orlay/i/ Miklós, Kubinyi László, Serédy Benedek, Bessenyei Mihály, Soós György – a hűségéről biztosította.
Az erdélyi fejedelmi tanács, 1677. szeptember 26-án, Radnóton, úgy határozott, amíg a porta nem járul hozzá a császáriak elleni támadáshoz, addig Thököly álljon a bujdosók hadainak élére. Az esztendő őszén, a franciák által toborzott segélyhadak érkeztek a bujdosók segítségére, de Boham ezredes vezérletével. Ez a sereg, 1677. október 10-én, a  nyalábvári csatában – egyesülve a bujdosóknak Majos Ferenc és Forval gróf, az Erdélybe küldött francia megbízott vezette seregével –, nagy győzelmet aratott Schmidt császári tábornok csapatai felett (Majos Ferenc azonban elesett a csatában). A kuruc-csapatok újabb, érdemleges harci cselekményeket nem hajtottak végre, és a segélycsapatok Erdélybe vonultak vissza.
Wesselényi Pál viszont egyedül is harcolt a császáriak ellen, 1677. november 22-én – átmenetileg – elfoglalta Nagybánya városát.

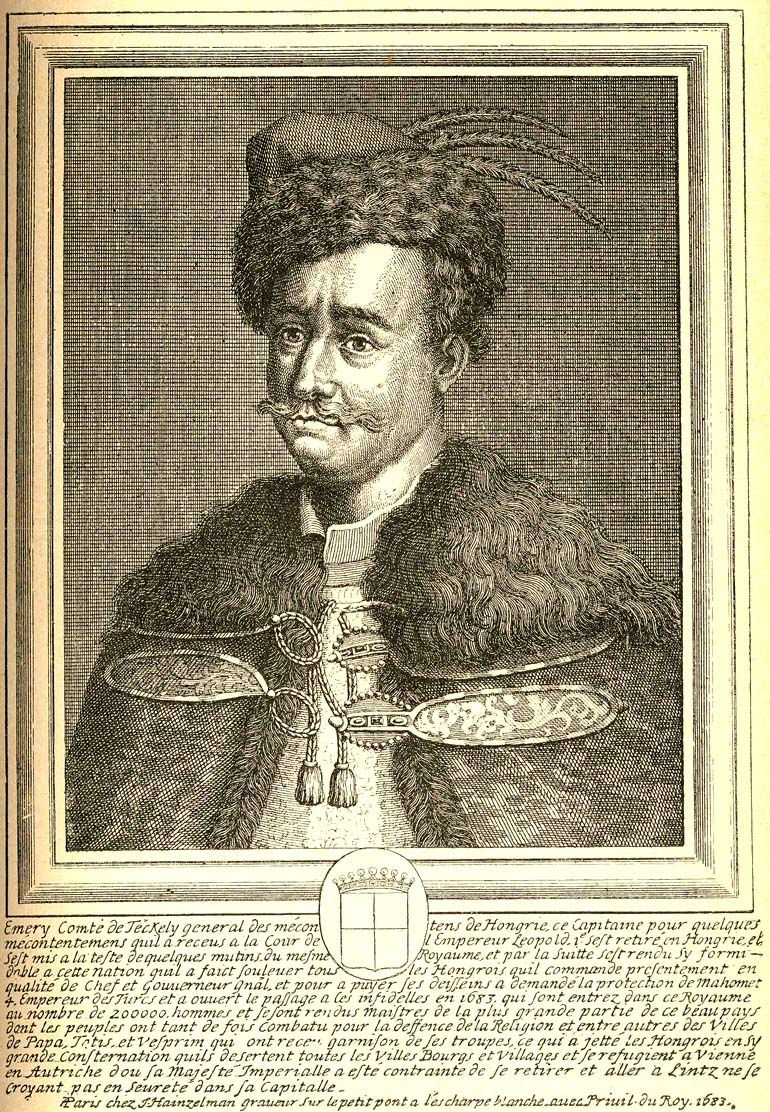
Thököly Imre a "kuruckirály"

1678. március 7-én a bujdosók a somkúti gyűlésükön Teleki Mihályt újra meg választották fővezérüknek, aki mellé tizenkét tagú tanácsot, továbbá tisztségviselőket is választottak. A tanács tagjai: Fáy István, Ilosvay Péter, Ispán Ferenc, Keczer Menyhért, Kende Gábor, Sulyok János, Szalay Pál, Szepessy Pál, Thököly Imre, Ubriczy /Ubrizsy?/ Pál, Wesselényi László és Wesselényi Pál lettek, Szuhay Gáspár „erőtlenségre” hivatkozva, a megbízatást elhárította. A tanács titkára Klobusiczky Pál, pecséttartója Faygel Péter, strázsamester Farkas Fábián, tábormester Gálfi János lettek. Követek küldéséről is határoztak: a Portához Radics Andrást, Lengyelországba (és a francia udvarhoz) Absolon Dánielt, az erdélyi fejedelemhez Hamvay Pétert, a budai pasához Pécsi (Péchy) Gáspárt, az egrihez Mikolay Boldizsárt, és a váradihoz Jankovics (Jankovich) Györgyöt küldték. Wesselényi Pál tehát a tanács tagja lett, akárcsak a vetélytársa, Thököly Imre, a későbbi legendás "kuruckirály".
A bujdosók – Teleki fővezérsége alatt – 1678-ban meg is támadták a császáriakat. A Teleki Mihály vezette seregrész csak szerény sikereket ért el, (Boldogkőváralja, Torna, Szaláncz és Putnok, nem jelentős településeknek az átmeneti elfoglalásával. Eperjes alól már visszavonult Teleki Erdélybe, tudomást szerezve a császáriak (konkrétan Leslie tábornok) közeledtéről. A támadáson belül csak a Thököly Imre vezette, önálló hadjáratnak volt sikere, Szendrő és Murány várának, Besztercebányának és –  Körmöcöt kivéve – a bányavárosoknak a viharos gyorsaságú, ámbár átmeneti elfoglalásával. Thököly sikere Wesselényit – és Telekit is –, egyre jobban háttérbe szorította,  és annak ellenére, hogy Thököly – és a bujdosók francia vezetésű segélycsapatai – 1678. november 1-jén, Barsszentkeresztnél, vereséget szenvedtek gróf Georg Stephan von Wrbna und Freudenthal császári tábornoktól. Thököly sikerei tekintettel, 1678. decemberben, a követét, Szalay Pált, tárgyalásra Bécsbe hívták.
Thököly 1678. évi sikere ellenére, a bujdosók egy része mégis, még egyszer, 1679. július 28-án, a margitai gyűlésen, Wesselényit választotta meg vezérnek, Apafi akarata ellenére, aki már korábban, 1679. június végén, a betegeskedő Teleki fővezér helyettesének Thökölyt nevezte ki, a bujdosók seregének élére.
A bujdosók egy, Erdélyben élő csoportja (így Kende Gábor, Keczer Menyhért, Szepessy Pál, Faygel Péter, Farkas Fábián, Orlay/i/ Miklós, Kubinyi László, Ispán Ferenc, Bessenyei Mihály) pedig még 1679. december 2-án, Gyulafehérváron, arra kötelezte magát, hogy ügyük rendezését Apafi fejedelem tárgyalásaira bízza.
A bujdosók vezérségének kérdése ekkor már úgy éleződött ki, hogy Wesselényi, avagy Thököly. Wesselényi azonban – az 1679-es megválasztása ellenére –, egyértelműen háttérbe szorult Thököly mellett, különösen azután, hogy Thököly, 1679. november 3-án, Újfalunál, az úgynevezett szikszói csatában, nagy győzelmet aratott de la Borde, sárospataki császári parancsnok serege felett. (A győzelemben jelentős szerepe volt Thököly két kapitányának is: Petneházy Dávidnak (1645 körül – 1686 vége/1687 eleje) és Harsányi Györgynek (? – 1683, ő majd az osztrákokkal szövetséges lengyelek elleni harcban elesik). Átmenetileg kibékültek a vetélytársak, ezért, amikor a bujdosók, 1680. január 8-án, a szoboszlói gyűlésükön, Thökölyt fővezérüknek választották; Wesselényi az első helyen írta alá az erről szóló okiratot. A féltékeny Wesselényi később mégis elfordult Thökölytől.
A szoboszlói választással, Thököly Imre lett a bujdosók egyedüli fővezére. A következő évek (1680-1682) gyors katonai sikerei, és a törökök 1682-ben nyújtott támogatása eredményeképpen, létrejött Thököly rövid életű Felső-magyarországi Fejedelemsége (1682–1685), ez azonban már nem a bujdosók mozgalmának, hanem Thököly harcainak a története.

#### Szövetségesek keresése

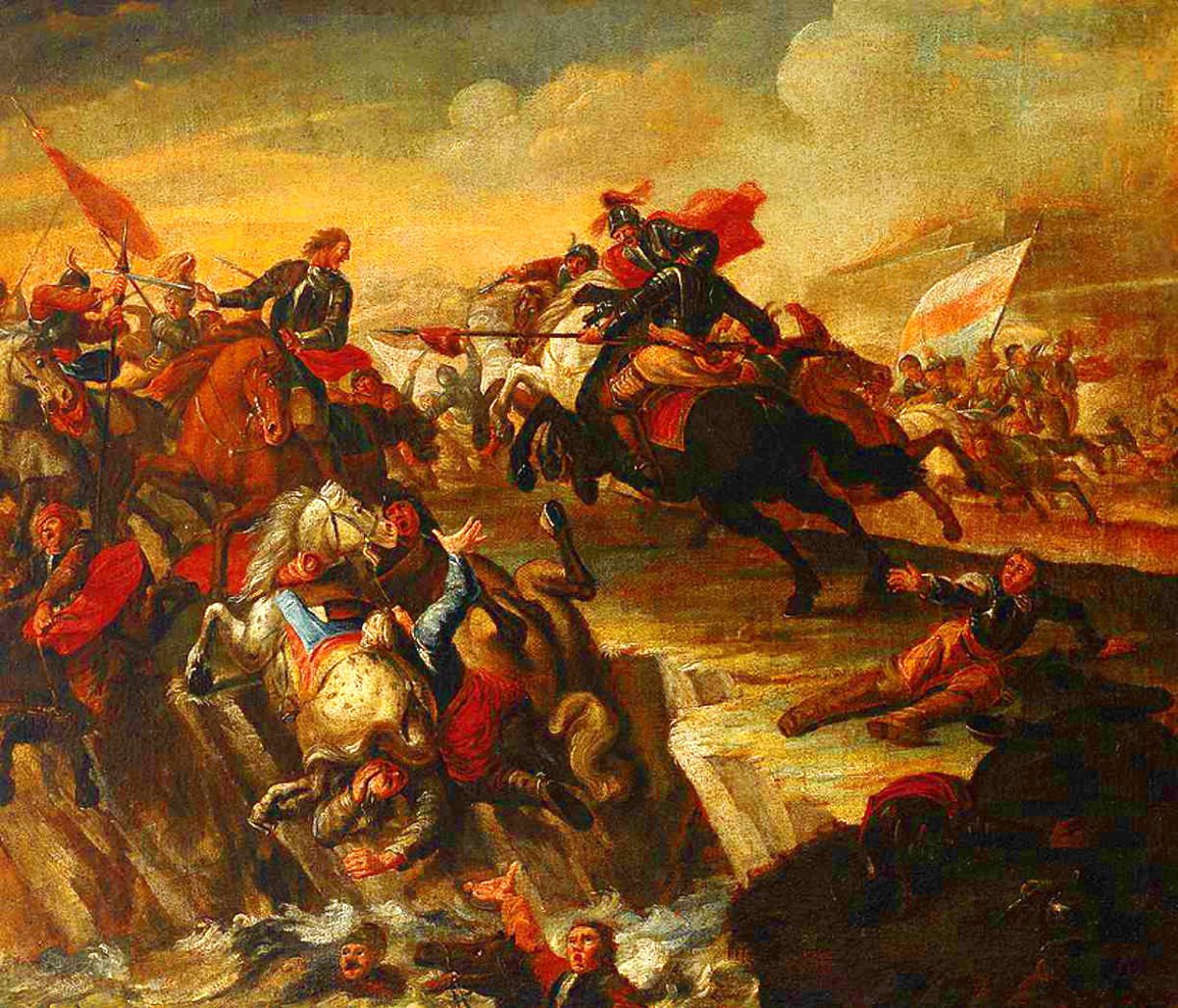
Georg Philipp Rugendas: Kurucok és osztrákok csatája

A bujdosók – avagy a magyarországi elégületlenek – mozgalmának egy másik, visszatérő gondja volt, a szövetségesek keresése, a Habsburg-ellenes harcukhoz.
Számítottak – nyilvánvalóan –, amint az a vezérség kérdése kapcsán nyomon követhető, I. Apafi Mihály erdélyi fejedelem támogatására, hiszen a bujdosók egy jelentős része Erdélyben talált menedéket, és Erdélynek nem állt érdekében a Habsburg-uralom megerősödése.
Természetes volt a törökök felé fordulásuk is: Szintén egy jelentős részük a törökök uralta, hódoltsági területekre menekült, és a törökök a Habsburgok ősi ellenségei voltak. Nem hagyhatták figyelmen kívül azonban azt, hogy Erdély – mint a törökök vazallusa –, a Porta engedélye nélkül nyíltan nem támogathatja őket. Ugyanakkor – nem teljesen alaptalanul – jelentős részük tartott attól, az erdélyiek támogatása nem önzetlen, a fejedelmi udvar a bujdosók mozgalmát saját céljaira is fel kívánja használni. A bujdosók ezért a törökökkel igyekeztek közvetlenül is kapcsolatba lépni.
A bujdosók, 1671. júniusában, idősebb Petrőczy István és Szepessy Pál személyében, az első követségüket küldték segítségért a Portára. A távollévő Köprülü Ahmed nagyvezír helyettesétől, biztató választ kaptak. 1673-ban Szepessy Pál kétszer is járt a Portán, Köprülü Ahmed is fogadta, titokban támogatást ígérve a Habsburgok ellen. Szepessy később is részt vett a bujdosók és a törökök közötti kapcsolattartásban (1675-ben is járt a Portán). Azonban, még 1672-ben, a törökök megtámadták a lengyeleket, a háborút csak az 1676. október 27-i békekötés zárta le. Ekkor, még 1676-ban, a törökök az oroszok ellen kezdtek háborút, amit csak az 1681. elején megkötött megállapodás fejezett be, ezért a törökök semmilyen segítséget nem adtak a bujdosóknak; bár 1677. júliusában a követeiknek – Kende Gábornak, Keczer Menyhértnek, Kubinyi Lászlónak (akikhez később Radics András csatlakozott) – segítséget ígértek.

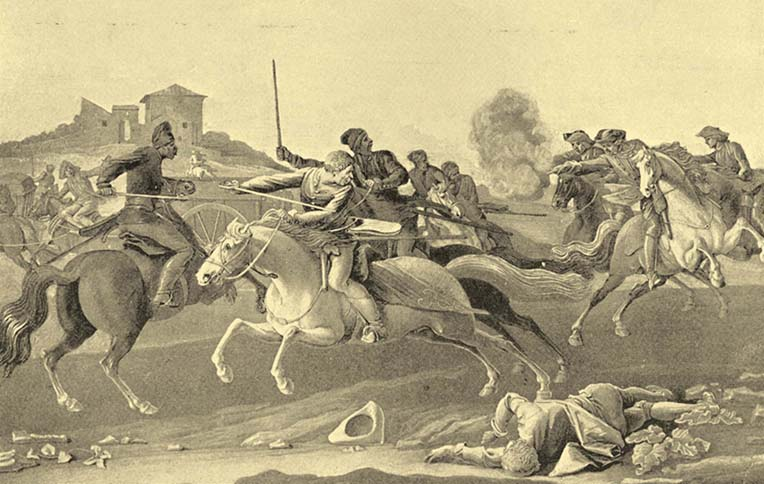
Kurucok és labancok csatája, Georg Philipp Rugendas metszete után

A bujdosók – átmenetileg – francia támogatást kaptak: a franciák 1672-ben megtámadták a hollandokat, a háború 1679-ig tartott. A következő évben I. Lipót császár a hollandok mellé állt, ezért XIV. Lajosnak, a „Napkirálynak” az érdeklődését, felkeltette a bujdosók mozgalma, hiszen az általuk végrehajtandó akciók, a császár birodalmának hátországában, Felső-Magyarországon, jelentős osztrák erőket köthetnek le.
A bujdosókkal a kapcsolat felvételt a lengyeleken keresztül kezdte meg, ugyanis az 1674-ben megválasztott lengyel király, Sobieski János  (III. János) a francia orientáció híve volt (csak az évtized végén, illetve az 1680-as évek elején fordul az osztrákok felé.) 1674. szeptember 23-án, Sobieski János, az e napon kelt ajánlólevelével, Erdélybe is küldte a lengyelországi francia nagykövetnek, Forbin-Janson marseille-i püspöknek a megbízottját, Beaumont alezredest, azzal, hogy javasolja Apafi fejedelemnek egy francia-lengyel-erdélyi szövetség létrehozását. A következő jelentős lépés 1675. április 13-án történt, amikor a francia követ megbízottjaként, Roger Akakia, Fogarasba érkezett, a Habsburg-ellenes szövetkezés megtárgyalása céljából. 1675. április 28-án, Roger Akakia és a bujdosók képviselői (Thököly Imre, Szalay Pál, Kende Gábor, Keczer Menyhért, Sulyok János és Bige István) megkötötték a fogarasi megállapodást: A szerződés szerint, francia csapatok jönnek Erdélybe, a bujdosók pedig Teleki Mihály vezérsége alatt, évi negyvenezer forint francia zsold ellenében, katonaságot tartanak fenn. XIV. Lajos azonban, 1675. júliusában, úgy döntött, nem erősíti meg a fogarasi szerződést, mivel nincs meggyőződve a költségek megtérüléséről, illetve a bujdosók egységes vezetésének hiányában, a segélyezésük csak hiábavaló kiadás lenne.
A tárgyalások azonban nem szakadtak meg, és 1677. január 7-én, XIV. Lajos megbízta de Béthune márkit, az új lengyelországi francia követet, egy szövetségesi szerződés megkötésére. A követ megbízottjai, Dominique Révérend abbé (a követ titkára), továbbá Forval gróf, Erdélybe utaztak, és 1677. április 12-én, Fogaras várában, befejezödtek Apafi és Teleki, a bujdosók képviselői, valamint a francia megbízottak között a tárgyalások. Ezt követte, 1677. május 27-én, Varsóban, a bujdosók, I. Apafi Mihály és XIV. Lajos közötti szövetségesi szerződés megkötése. A bujdosókat Absolon Dániel, Faygel Péter és Farkas Fábián, a fejedelmet Macskási Boldizsár, a francia királyt de Béthune márki képviselte. A szerződés szerint, évi százezer tallér a franciák által vállalt anyagi támogatás, akik segélycsapatokat is biztosítanak; a szerződést július 17-én XIV. Lajos megerősítette.
A franciák által toborzott segélyhadak, de Boham ezredes vezérletével, ősszel meg is érkeztek, és 1677. október 10-én, amint fentebb már írtunk róla, a  nyalábvári csatában – a bujdosókkal együtt –  legyőzték Schmidt császári tábornok seregét, majd a segélycsapatok Erdélybe vonultak vissza. Teleki – illetve Thököly –, és az Erdélybe érkezett franciák közötti kapcsolattartásban, közreműködött az egykori likavai várkapitányból lett bujdosó, a diplomatává vált Nemessányi Bálint.
1678. február 16-án, Dominique Révérend Kővárban aláírta Teleki Mihállyal, a szövetséges hadak fővezérségére szóló megállapodást, ezt a szerződést de Béthune márki április 16-án jóváhagyta. 1678. tavaszán-nyarán azonban alapvetően megváltozott a franciák álláspontja: A francia-holland háború befejezéshez közeledett, egyre valószínűbbé vált a béke megkötése, a franciák és I. Lipót között is. Ezért a franciáknak már az volt az érdeke, hogy – lassan, fokozatosan – megvonják a bujdosóknak, illetve Erdélynek adott támogatást, ami meg is történt.
1679. február 5-én, a francia király és a császár Nymwegenben  (Nijmegen) békét kötöttek – igaz, a szerződés szerint a béke a magyarokat is érinti, de csak az erdélyi fejedelmet, a béke Apafi Mihály fejedelemre, mint XIV. Lajos szövetségesére érvényes, a bujdosók azonban nem szerepelhettek a szerződésben, mint a francia király szövetségesei.
XIV. Lajos ezután megvonta a bujdosóknak adott támogatást, és a franciák által szervezett, a bujdosók 1678. évi támadásában is részt vett segélyhadakat, de Béthune márki 1679. áprilisában véglegesen vissza rendelte Erdélyből Lengyelországba.
A Napkirály a kapcsolatokat ezután is fenntartotta a bujdosók, illetve Thököly Imre (valamint Apafi) követeivel, de már semmilyen érdemleges együttműködésükre nem került sor.

### Thököly-felkelés
A Thököly-felkelés 1678-tól 1685-ig tartott. Ez az időszak magába foglalja a kurucok vezérségének megszerzéséért folytatott harcot, a vezérség idejét, és a később a megvívott csatákat, hadjáratokat. Bővebben lásd: Thököly a kuruc hadvezér szakasznál.

### Rákóczi-szabadságharc

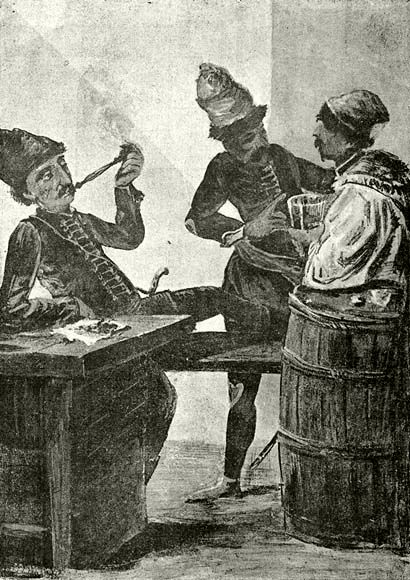
Italozó és pipázó kurucok

A Rákóczi-szabadságharc 1703-tól 1711-ig tartott.
A Habsburg udvarnak a törökök kiűzését követő kormányzati módszere széles körű visszatetszést keltett Magyarországon. A török kiűzéséhez a magyar nemzet 30 millió forintot adott hadiadó formájában, amely adóformát – bár okafogyott – még évekkel később is fizetnie kellett. A visszafoglalt jobb minőségű földeken nem a magyar parasztok telepedhettek le, hanem német (későbbi gyűjtőnéven: sváb), szerb telepesek (Bánság, Bácska). A török kiűzésében jelentős szerepet játszó hajdúk és végvári katonaság mehetett isten hírével, se föld, se jutalom nem járt. Az országban az osztrák zsoldos sereg lett a közigazgatási hatalom, a lakosokkal úgy viselkedtek, mint leigázott, megszállt területeken akkoriban szokás volt. 

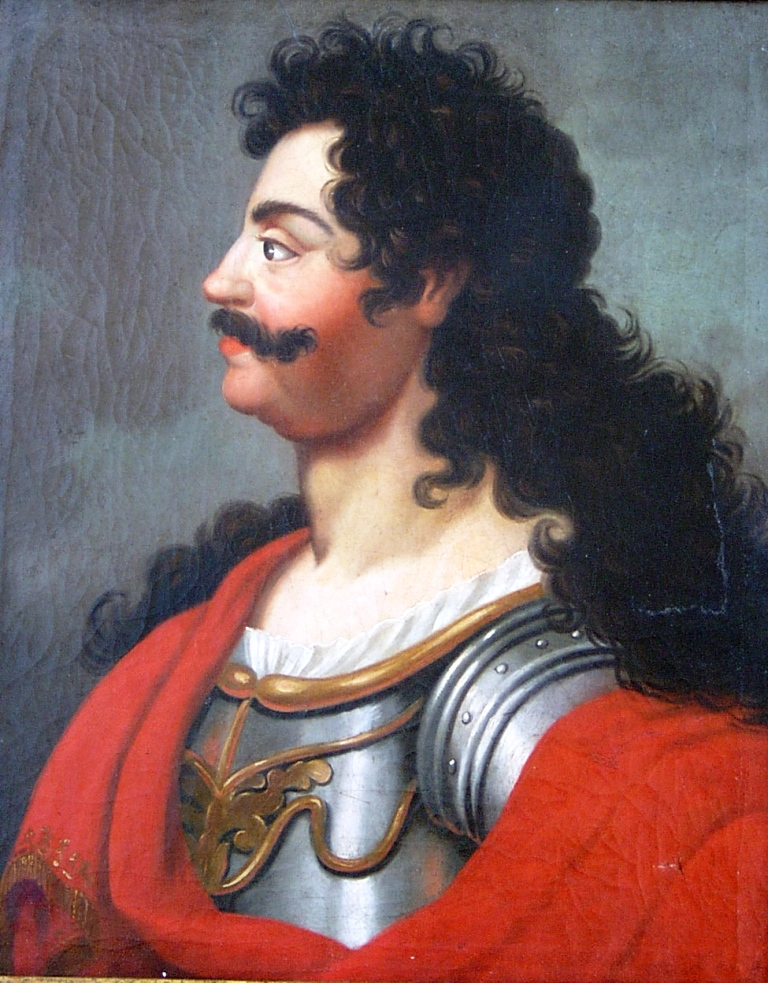
II. Rákóczi Ferenc

A rendek már a Buda visszafoglalását követő évben (1687) kénytelenek voltak lemondani szabad királyválasztói jogukról és az Aranybulla nevezetes ellenállási záradékáról, amely jogtiprás esetére biztosította számukra az uralkodóval való törvényes szembeszegülés lehetőségét. A parasztságot elsősorban a rendkívüli terhek, a zsoldossereg folyamatos zaklatása, lányok, asszonyokkal szembeni erőszakoskodásai, a sérelmekre orvoslásának megtagadása („Menjen a sóhivatalba!”) fordították a Habsburg-uralom ellen.
1697-ben Tokajban parasztfelkelés robbant ki, amelyet Bercsényi Miklós nemesi bandériumokkal és a Montecuccoli vasas ezred bevetésével levertek. Azonban az udvar és a nemesség között is romlóban volt a kapcsolat, ugyanis a törököktől visszaszerzett területeken csak azoknak voltak hajlandóak birtokokat visszajuttatni, akik igazolni tudták jogosultságukat valamilyen dokumentummal, illetve képesek voltak megfizetni a birtok értékének 10%-át (fegyverváltság) az átvételért cserébe. Amennyiben ez nem sikerült, az udvar hitelezői és szállítói kapták meg a birtokokat. Az ügyeket intéző Újszerzeményi Bizottság (Neoacquistica Comissio) rendkívül népszerűtlenné vált a magyar nemesek körében.

### A majtényi síkon

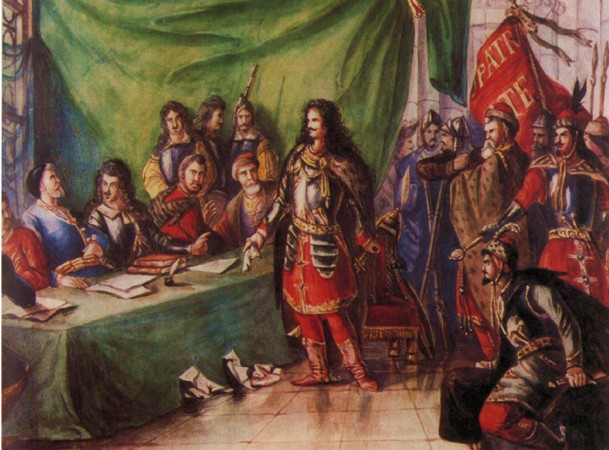
Than Mór: Rákóczi visszautasítja a szatmári békét

Amikor II. Rákóczi Ferenc kiment Lengyelországba, hogy I. Péter orosz cárral tárgyaljon a segítségről, és megtette Károlyi Sándort hadai fővezérévé és felhatalmazta, hogy a bécsi udvart képviselő gróf Pálffy János tábornaggyal a fegyverszünetről vagy békekötésről időt húzó tárgyalásokat folytasson. Károlyi úgy látta azonban, hogy semmi értelme a további harcoknak, a kuruc katonaságot nagyon megtizedelte a pestisjárvány, 1711. április 30-án gróf Pálffy Jánossal megkötötte a szatmári békét. Ebben minden kurucnak, magának Rákóczinak is teljes amnesztiát biztosítottak, ha három hét alatt visszatér. Harmadnapra aztán, május 1-jén, kiment az egész békebizottság a majtényi síkra, ahol őket teljes fegyverzetben, lobogó zászlókkal 12 000 kuruc katona várta. Károlyi Sándor szemlét tartott felettük, beszédet intézett hozzájuk, amelyben ismertette a lefolyt béketárgyalásokat és elért eredményeket. 

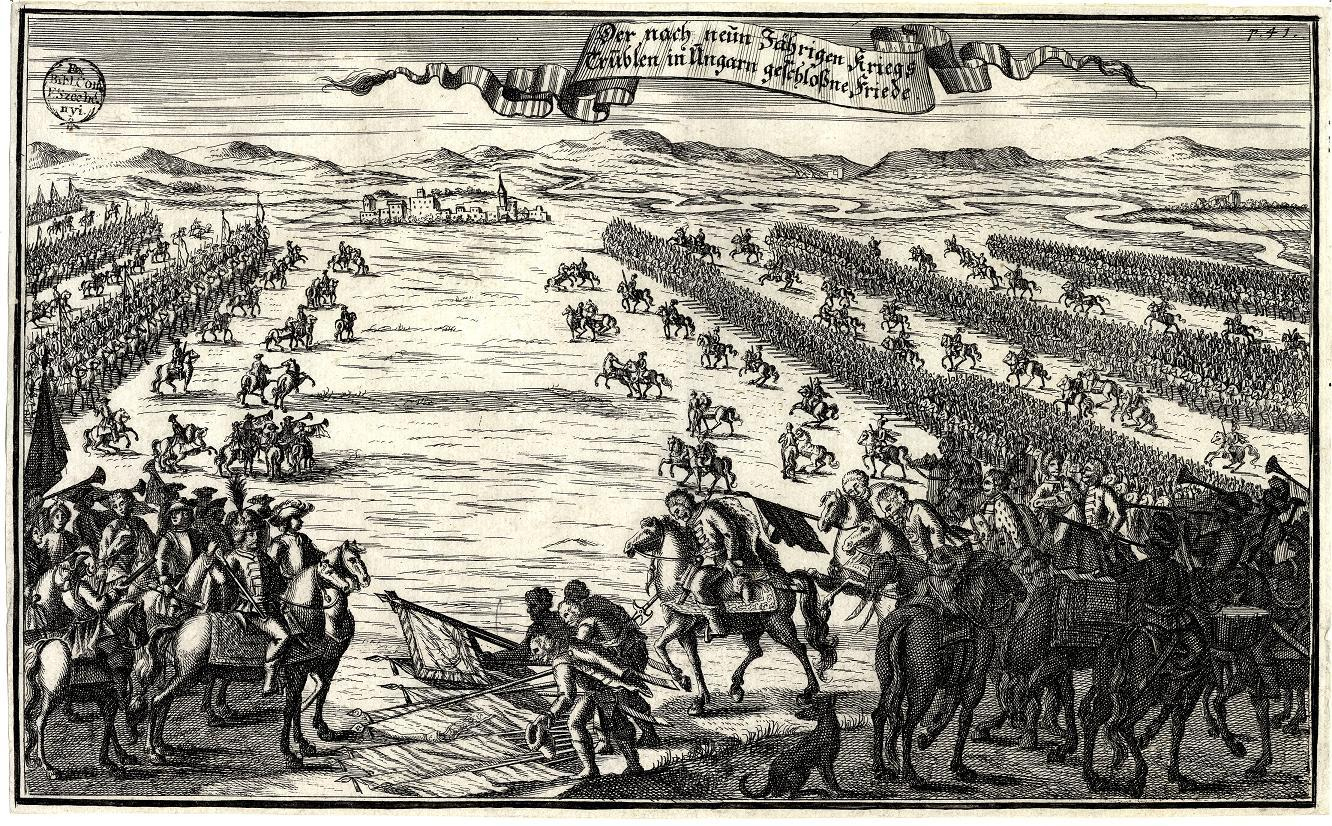
A majtényi kuruc fegyverletétel

Azután letette a hűségesküt az akkor már két hete halott I. József királyra. Ekkor megszólalt a kuruc táborban a zene, és ünnepélyes hálaadó istentisztelet zárta be a nyolc évig tartó háborút. A katonák megtarthatták fegyvereiket, de a csapatzászlókat át kellett adniuk. Az utókor költője, Bathó János érzelmes versben emlékezett meg a számára szomorú eseményről.
Nagymajtényi síkon letörött a zászló,
Rászállt tollászkodni egy fekete holló.
Tépi sötét szárnyát, hull a tolla rája,
Síró kurucoknak gyászos kalpagjára,
Rongyos dolmányára.

## Kuruc kultúra

### A kuruc kor zenéje
A kuruc kor zenéje a Rákóczi szabadságharc ideje alatt és azt követő időszakban született.
A rövid kuruc kor széles rétegeket mozgatott meg, zenei szempontokból is. A korszak énekei a hazát kényszerből elhagyók bujdosásáról szólnak.
- a kuruc dalok a régi magyar népies dallamkincs javához tartoznak;
- stílusban a régi és az új népzene között állva, arra a jelentős kölcsönhatásra figyelmeztetnek mely e korban a magyar-szlovák-román-ukrán-lengyel népzenék bizonyos elemei között végbement és melynek hátterében nyilvánvalóan e népek közös szabadságmozgalmai álltak;
- a kor fontos hangszere a tárogató;

E dalokat a bujdosó katonák énekelték és éppen bujdosásuk során vált kultúrájuk és zenéjük a nép sajátjává, ezen a módon lettek a kuruc dalok népdalokká.
Érdekes példa a "Tyukodi nóta" amely több mint száz változatban élt itt, de még Lengyelországban is.

### Dalok
A kuruc kor költészetét négy műfaji kategóriába oszthatjuk: történeti énekek, politikai dalok, vitézi énekek (Csínom Palkó) és bujdosóénekek. Elterjedésük idejét tekintve három korszakot különböztetünk meg, egykorú (1670–1711), bukás utáni (18. századi), továbbá Thaly Kálmán fellépése (1872) utáni.

### Mondák
A kuruc mondák az ország északkeleti részén bontakoztak ki leginkább, de más tájakon is elterjedtek, változataik bőségével csak a Mátyás király és Kossuth Lajos alakja köré szövődött epika veheti fel a versenyt. Központi alakjuk Rákóczi Ferenc, de a vezérekről és katonákról is megemlékeznek, így a hatalmas termetű Esze Tamásról, a fejedelem legvitézebb katonájáról, Vak Bottyánról, az áruló Bezerédj Imréről, Ocskay Lászlóról, Károlyiról stb. Helyi mondák emlegetik Rákóczi kútját, fáját, harangját, kincsét, titkos szobáit különböző várakban.

## Emlékezetük
A magyar művészetben igen sok művész választotta műve tárgyául ezt a kemény történelmi korszakot. Néhány példa következik.
Festészetben
- Mányoki Ádám: II. Rákóczi Ferenc
- Madarász Viktor: Két testvér (Kuruc és labanc)

Filmekben
- Rákóczi hadnagya
- A Tenkes kapitánya
- Rákóczi nótája magyar történelmi dráma, 1943[9]
- Rákóczi-induló magyar-osztrák játékfilm, 1933[10]

Irodalomban
- Jókai Mór: A nagyenyedi két fűzfa
- Juhász Gyula: Kurucnóta 24-ben – Uj kurucnóta
- Ady Endre: Kurucok így beszélnek
- Hollós Korvin Lajos: A vöröstorony kincse
- Féja Géza: Kuruc idő

Zenében
- Rákóczi kesergője
- Rákóczi-nóta, a magyarság sorsát sirató, a német elnyomás ellen tiltakozó, a vezérekhez, főként II. Rákóczi Ferenchez forduló panaszos ének.
- Rákóczi fohásza, Lavotta sàtoros kurucz dala, Olàh Lajos, Tàrogato[11]
- Rákóczi-induló, Rákóczi-mars

Wikipédiában
- Trencséni csata
- Esze Tamás

## Képek

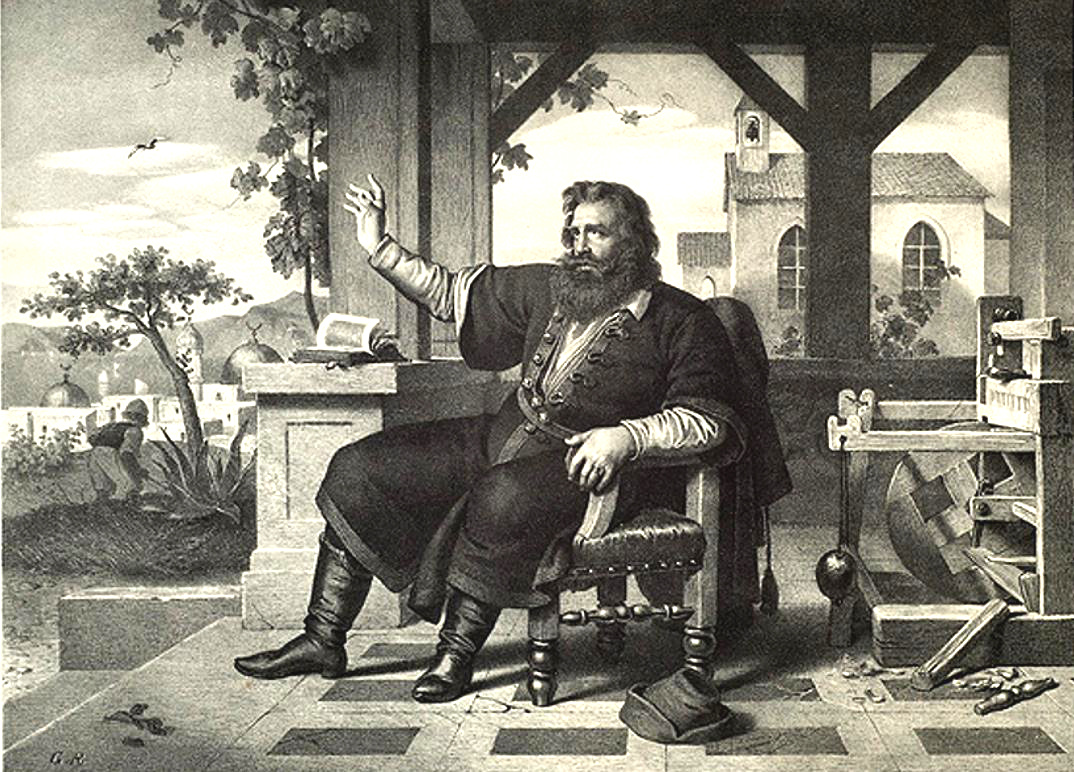
Rákóczi Rodostóban
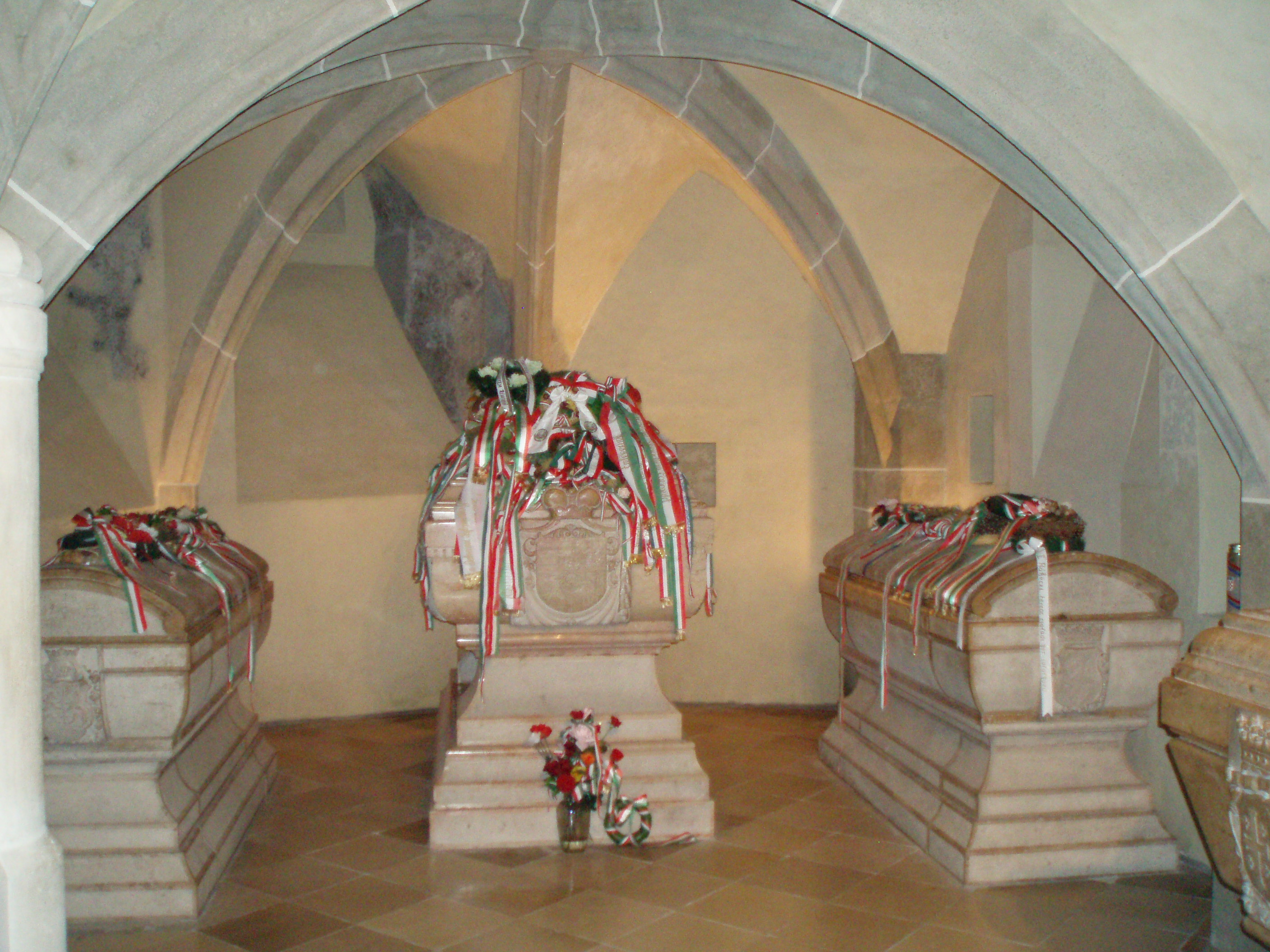
Rákóczi sírja Kassán
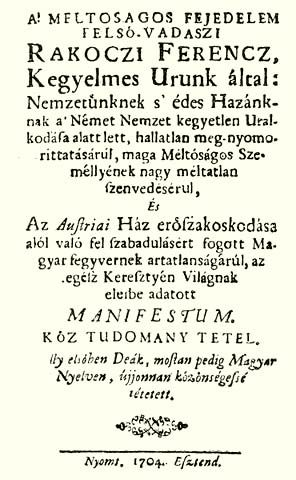
Rákóczi manifesztum
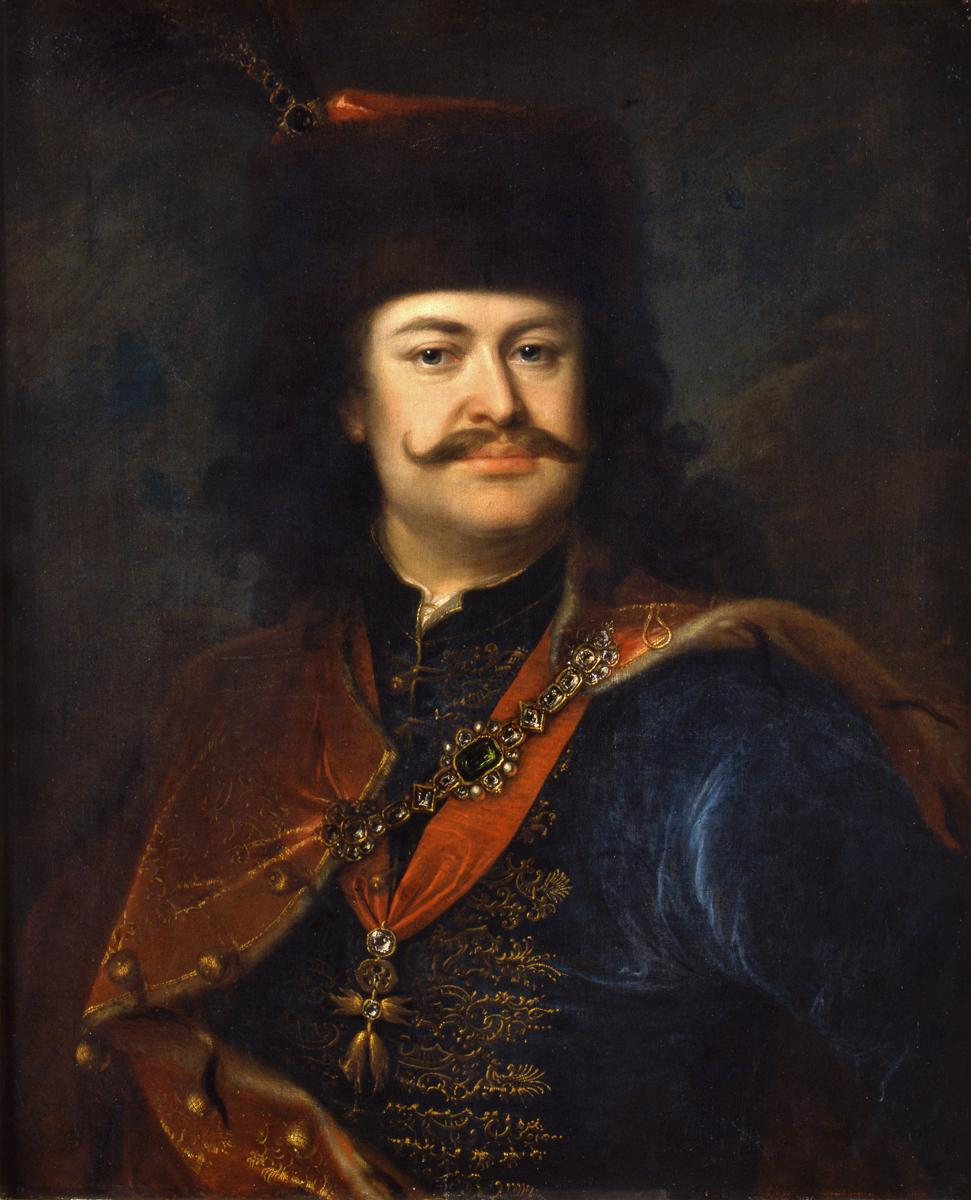
Mányoki Ádám: II. Rákóczi Ferenc
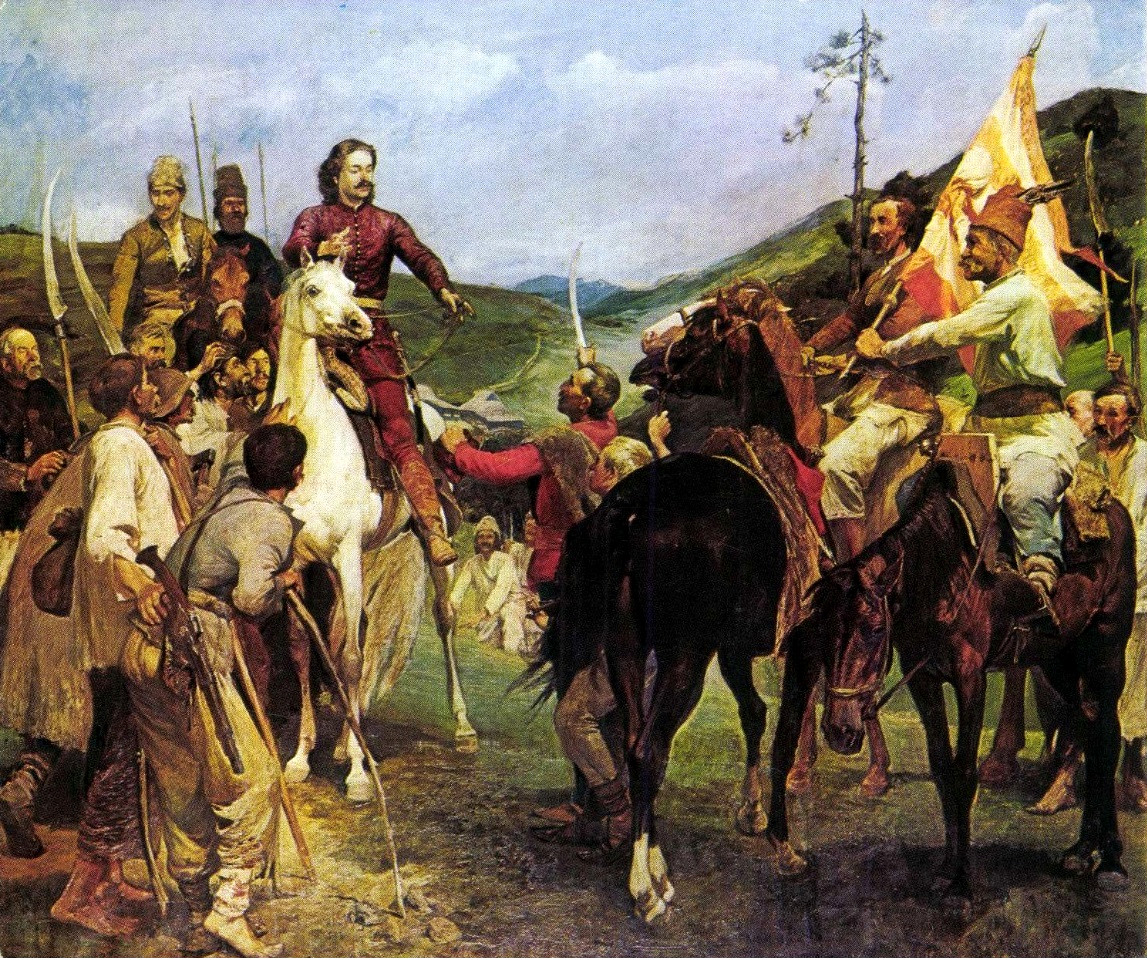
II.Rákóczi Ferenc és Esze Tamás találkozása
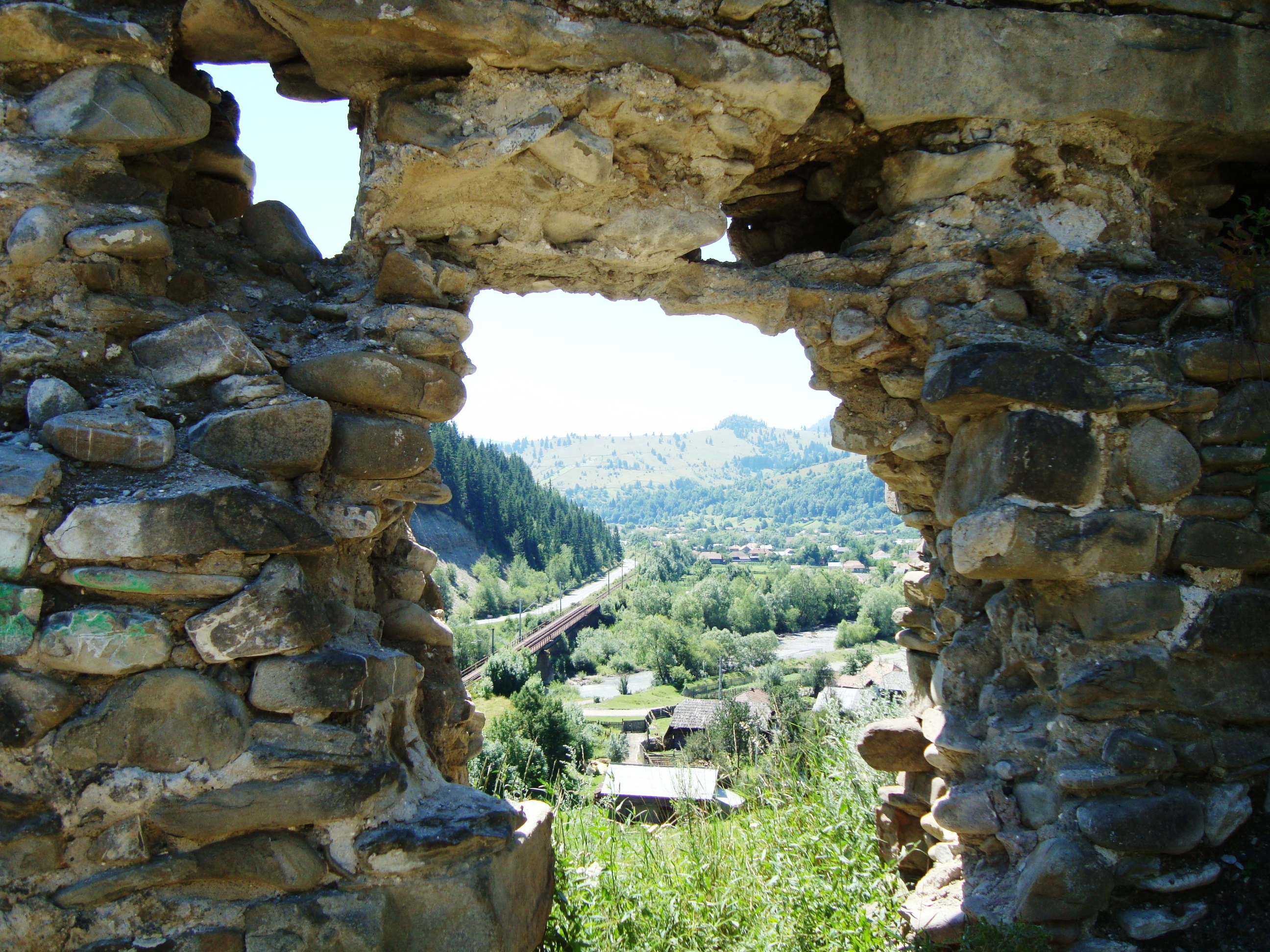
Rákóczi vár romjai (emlékezete)
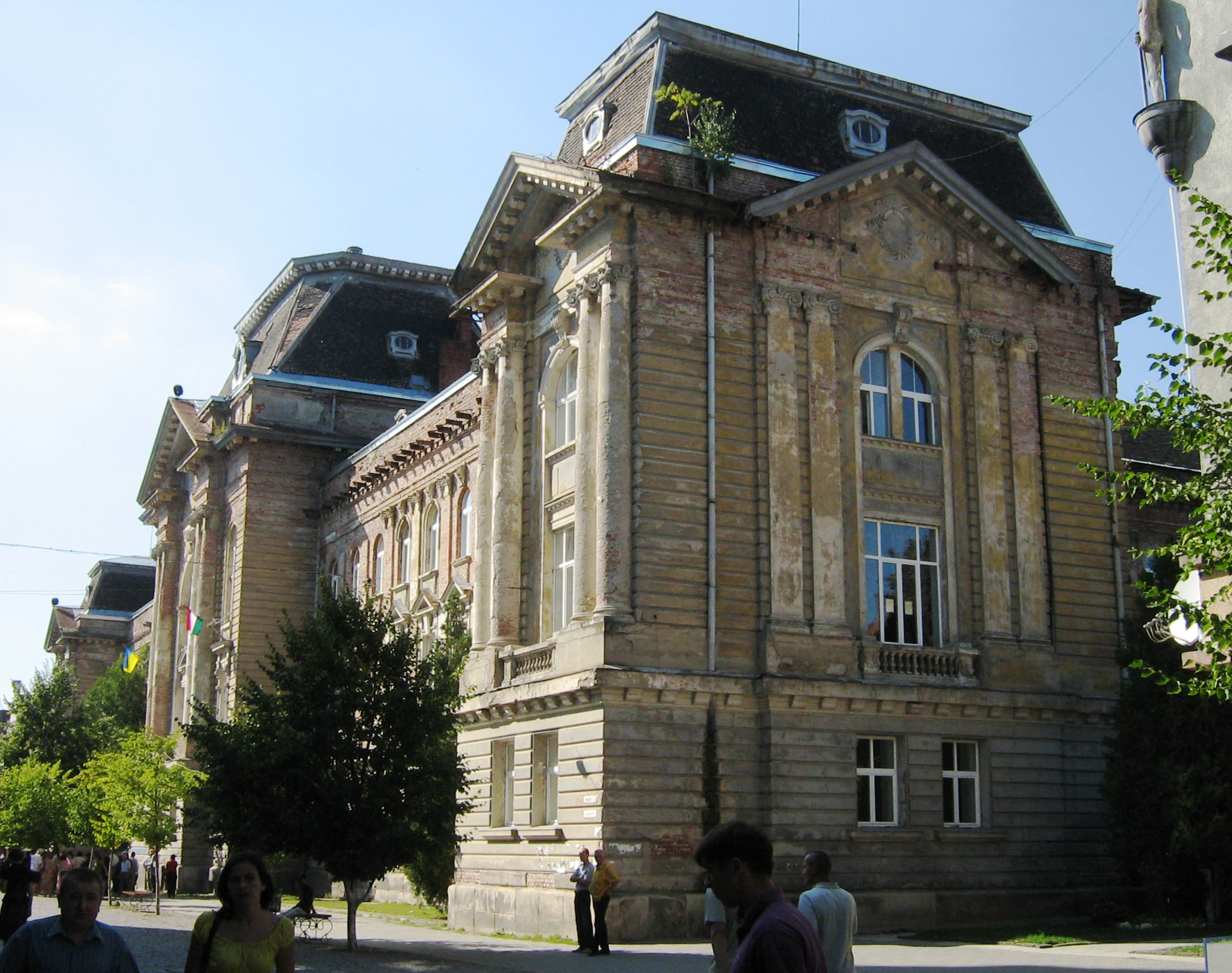
II. Rákóczi Ferenc Kárpátaljai Magyar Főiskola (emlékezete)
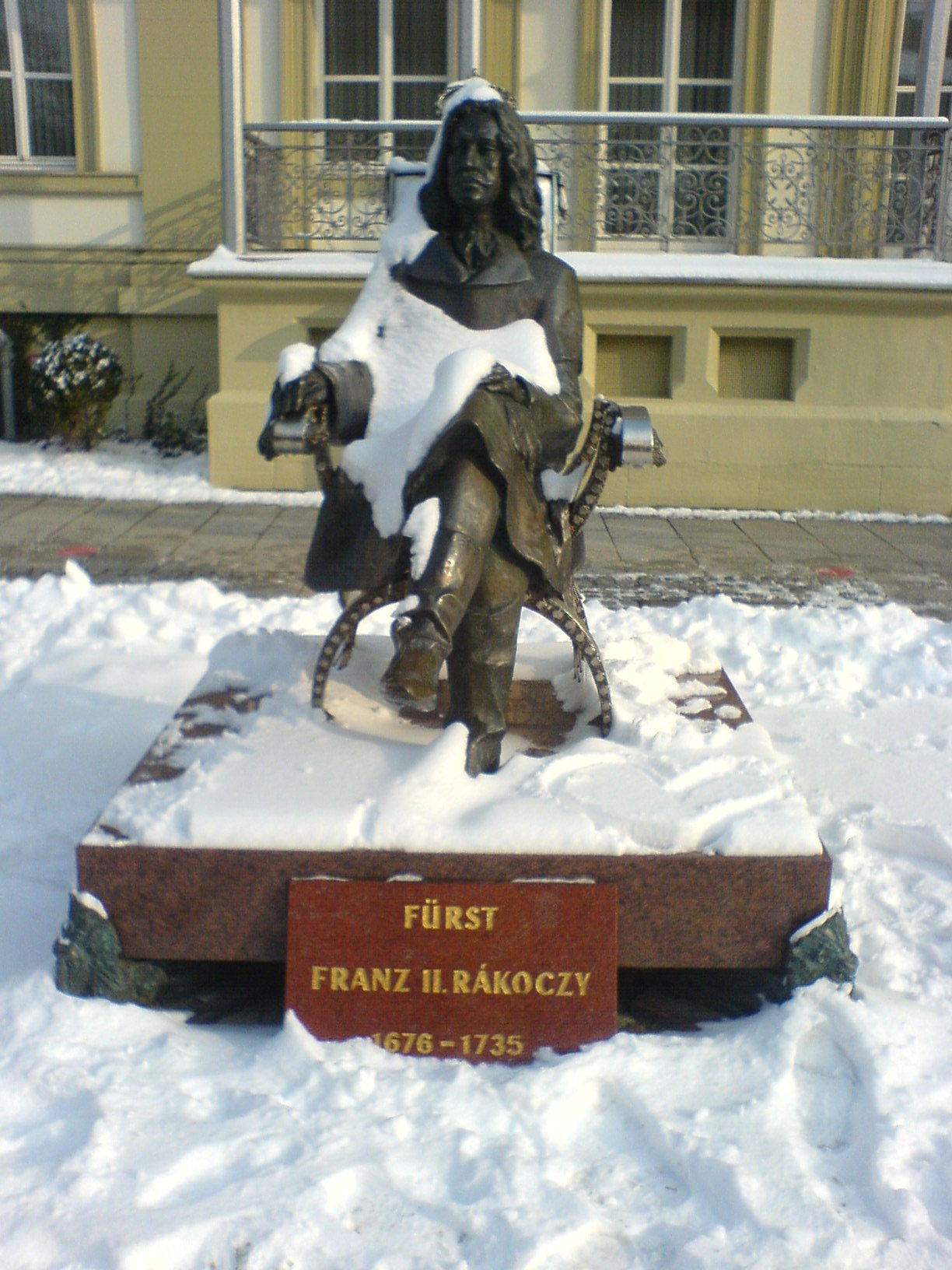
Bad Kissingen - Fürst: Franz II. Rákóczi
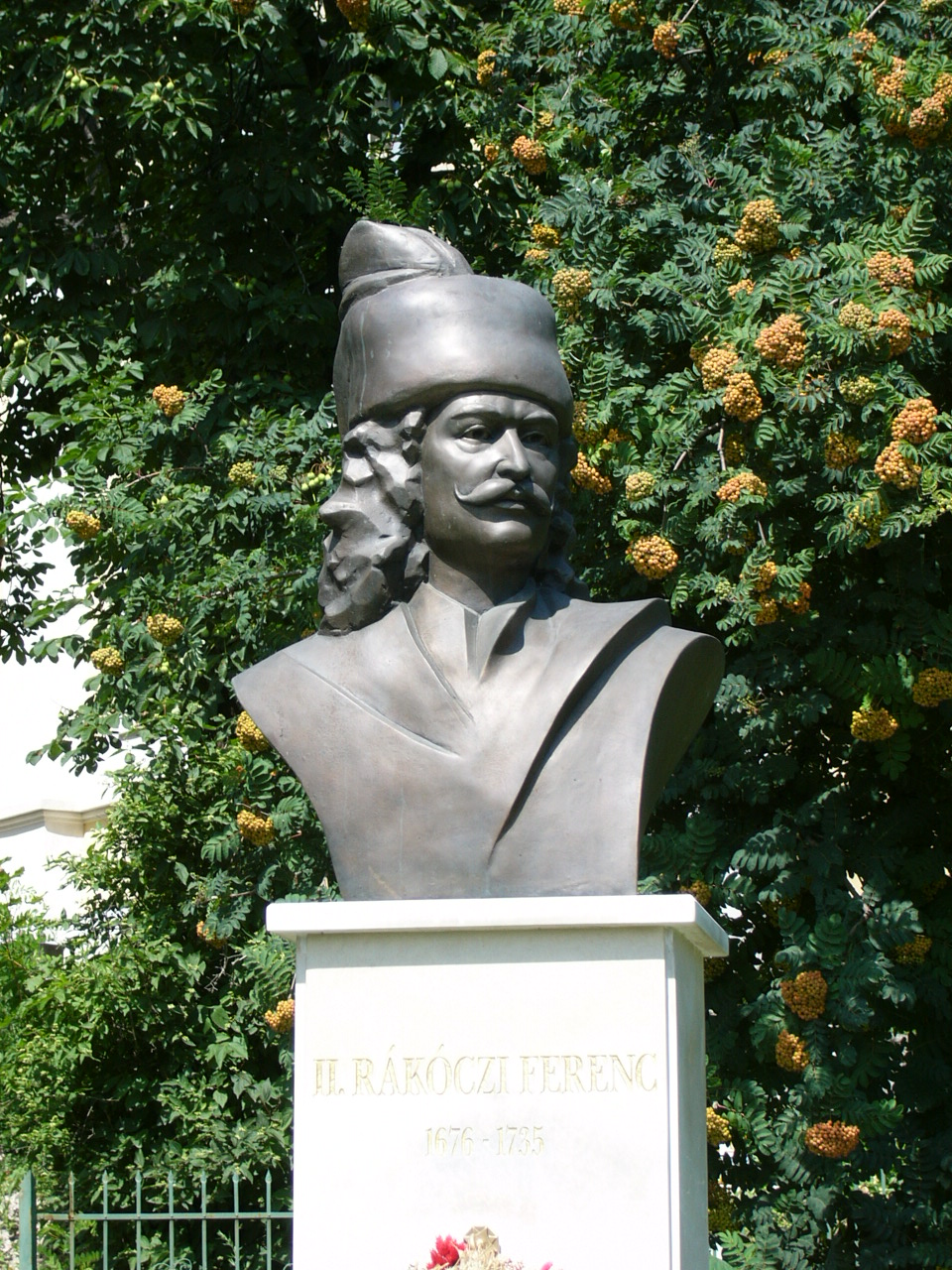
Miskolc: II. Rákóczi Ferenc
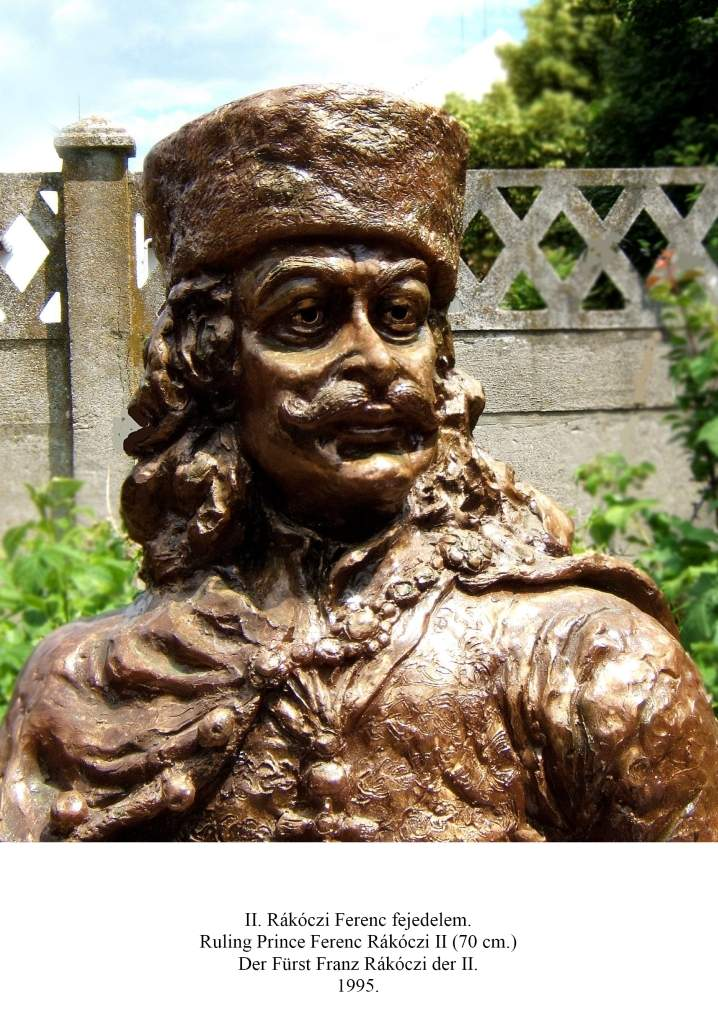
Csíky László: II. Rákóczi Ferenc fejedelem
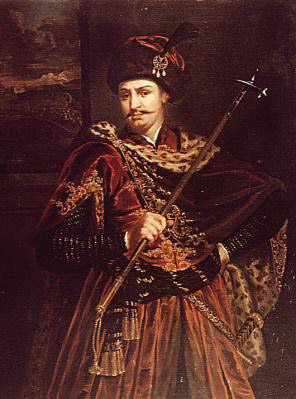
Thököly Imre fejedelem
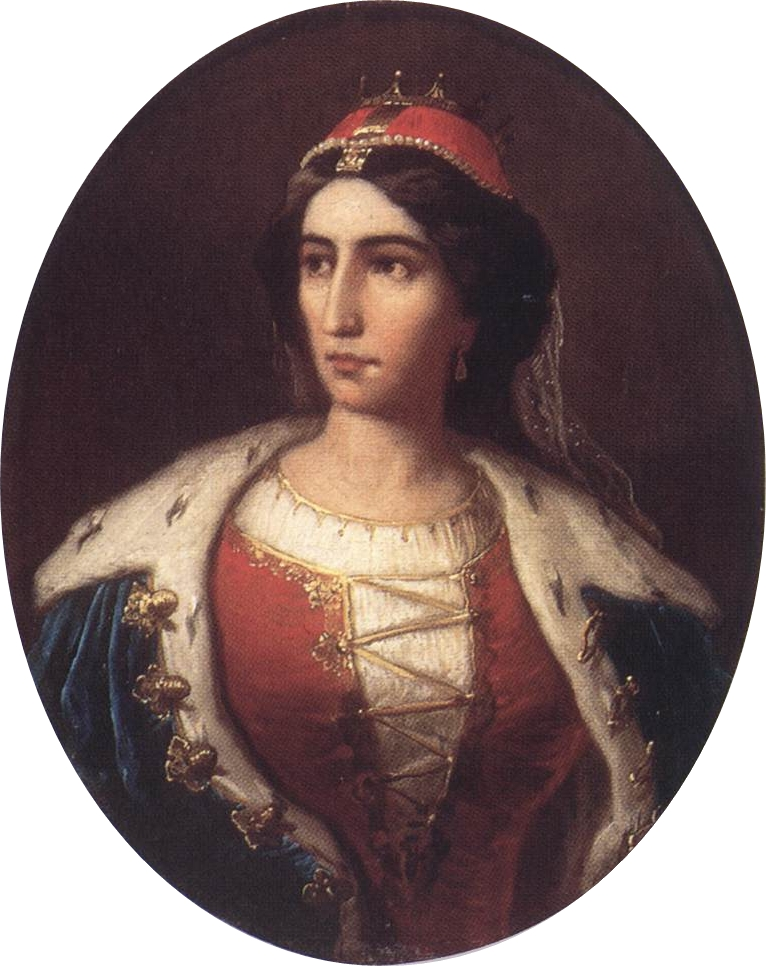
Jakobey Károly: gróf Zrínyi Ilona (I. Rákóczi Ferenc felesége)